# Krokodillevogter
Krokodillevogter (Pluvianus aegyptius), er en vadefugl, det eneste medlem af slægten Pluvianus. Den var tidligere placeret i Glareolidae familien, men betragtes nu som det eneste medlem af sin egen familie Pluvianidae.
Arten er en af flere præstekraver som tvivlsomt forbindes med "trochilus" fuglen, der er nævnt i en formodet rense-symbiose med nilkrokodillen.

## Beskrivelse
Krokodillevogteren er en imponerende og karakteristisk art. Den 19-21 cm lang voksne fugl har en sort krone, ryg, øjenmaske og brystbånd. Resten af hovedet er hvidt. De resterende fjerdragt på oversiden er blå-grå, og undersiden er orange. De langstrakte ben er blå-grå.
I flugt er den endnu mere spektakulær, med den sorte krone og ryg i kontrast til den grå farve på oversiden og vingerne. Svingfjerne er strålende hvide og krydses af en sort bjælke. Fra neden er den flyvende fugl helt hvid, bortset fra den orange mave og sorte stribe på vingerne. Efter landing, hilser et par på hinanden ved at hæve deres vinger i en omstændelig ceremoni, der viser de sorte og hvide aftegninger. Kønnene er ens, men ungerne er mattere og de sorte markeringer er blandet med brunt.

## Habitat og udbredelse
Krokodillevogteren er hjemmehørende i tropisk Afrika syd for Sahara. Den yngler på sandbanker i meget store floder.

## Adfærd
Det er normalt et meget tam fugl som findes i par eller små grupper, i nærheden af vand. Den lever af at hakke efter insekter. Kaldet er et højfrekvent krrr-krrr-krrr.

### Formering
De to eller tre æg udruges ikke, men begraves i det varme sand. Temperaturkontrol opnås ved at en af forældrene sidder på æggene med gennemblødt mave for at afkøle dem. Hvis den voksne forlader reden, glatter den sand ud over æggene, men hvis den skræmmes, kan jobbet være forhastet. Kyllingerne er precociale, og kan løbe, så snart de er udklækket, og brødføde sig selv kort tid efter. De voksne afkøler kyllingerne på samme måde som med æg. Kyllingerne kan drikke vand fra den voksnes mavefjer. De voksne begraver kyllingerne i sandet midlertidigt, hvis faren truer.

### Påstået forhold til krokodiller
Fuglens navn krokodillevogter kommer af dens påståede symbiotiske forhold med krokodiller. Ifølge Herodot ligger krokodillerne på bredden med munden åben, og en fugl, som kaldes "trochilus" flyver ind i krokodillernes gab, for at æde det rådnende kød, der er fastklemt mellem krokodillernes tænder. Identifikation af trochilus som en bestemt art af præstekrave er tvivlsomt, og ligeledes selve rense-symbiosen; både de fotografiske beviser, og de skriftlige vidnesbyrd betragtes som mistænkelige af biologen Thomas Howell.

## Citater
1. ↑  BirdLife International (1. oktober 2016), "Pluvianus aegyptius (Egyptian Plover)", IUCN's rødliste, hentet 24. oktober 2020
2. ↑  National Geographic Magazine, 1986.
3. ↑  "The History of Herodotus - Book II". Arkiveret fra originalen 29. juni 2011. Hentet 20. september 2018.
4. ↑  Breeding Biology of the Egyptian Plover by Thomas R. Howell